# Pastor Castro Tinoco
Pastor Castro Tinoco (Yuriria, 11 de febrero de 1892 - Morelia, 16 de octubre de 1971), fue un empresario mexicano.

## Biografía
Nació el 11 de febrero de 1892, hijo del hacendado y tabacalero don Nicolás Castro Martínez y doña Rita Tinoco.
Emigró a la ciudad de San Luis Potosí, donde hizo sus estudios de Administración, bajo el auspicio de su tío Fray Manuel Castro Martínez, Prior Agustino, posteriormente regresó a Yuriria donde su padre tenía una Fábrica de Cigarros y Puros "La América" y propietario de la población rural de "San Cayetano".

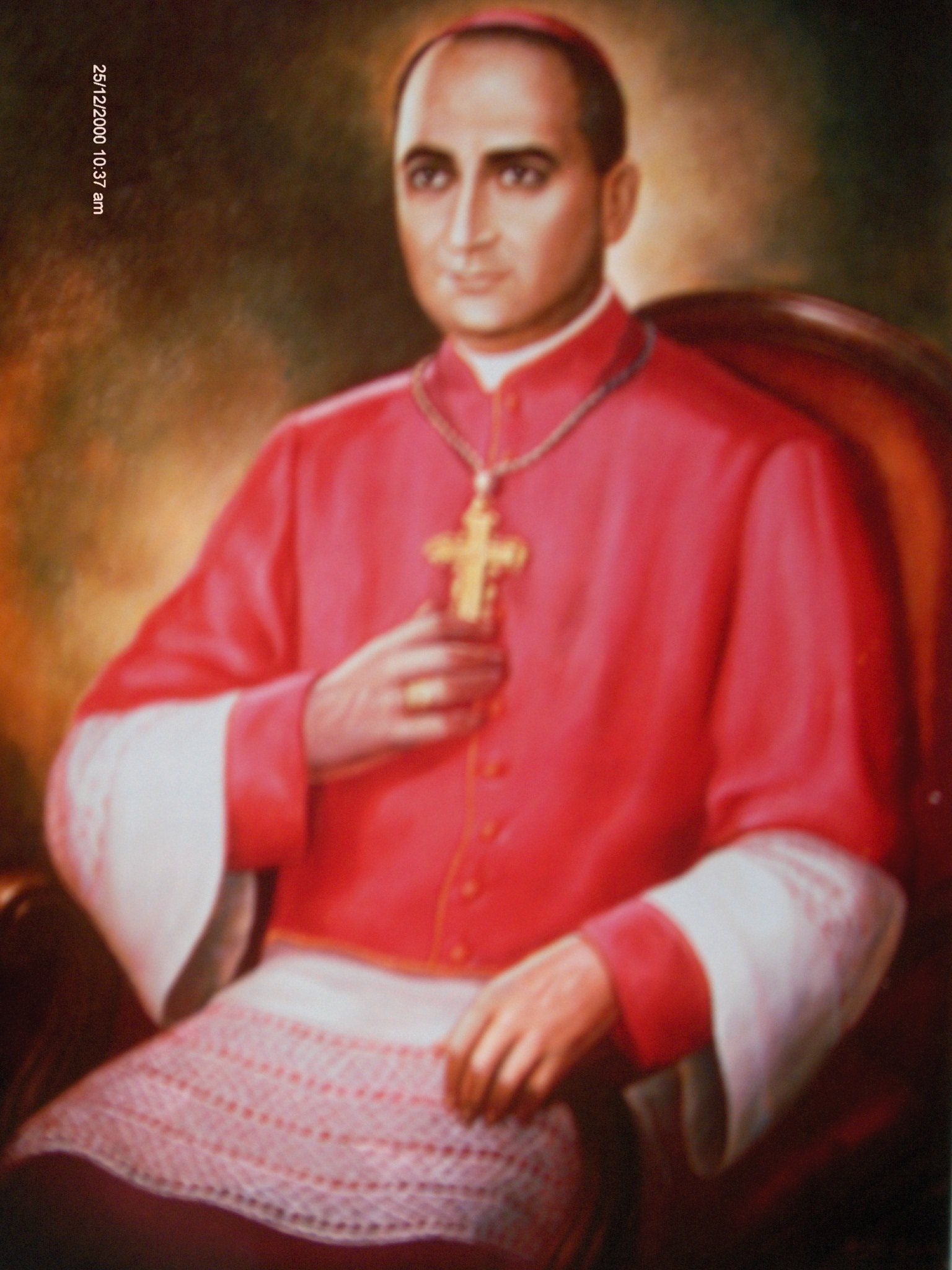
Mons. Manuel Castro Ruiz

El 30 de agosto de 1913 a las 5 de la mañana la ciudad de Yuriria sufrió el ataque de fuerzas revolucionarias de la brigada de Fusileros de Coahuila del general Joaquín Amaro, Pastor Castro estuvo al frente de la Defensa de Yuriria, doce horas más tarde los atacantes se retiraron, resultó muerto Francisco Ruiz Ramírez, hermano de su futura esposa.
Paso a vivir a Morelia donde contrajo nupcias con la moreliana Mercedes Ruiz Ramírez, hija de Ponciano Ruiz Ibarra (socio de su padre) y prima hermana de Felipe Tena Ramírez, con quien procreó a seis hijos destacando a don Manuel Castro Ruiz, don Miguel Castro Ruiz y don Rafael Castro Ruiz, presidente de la Cámara de la Industria Molinera, hijos ilustres de Morelia.
Fue uno de los primeros Industriales de Morelia y en México, emprendiendo el Molino la Providencia (1922), más tarde Harinera de Lourdes, fue miembro de la Cámara Nacional de Industria y Comercio, igualmente fue Consejero y Socio del Banco de Comercio en Michoacán, hoy BBVA Bancomer, y fundador de la Asociación de Charros de Morelia en 1923.

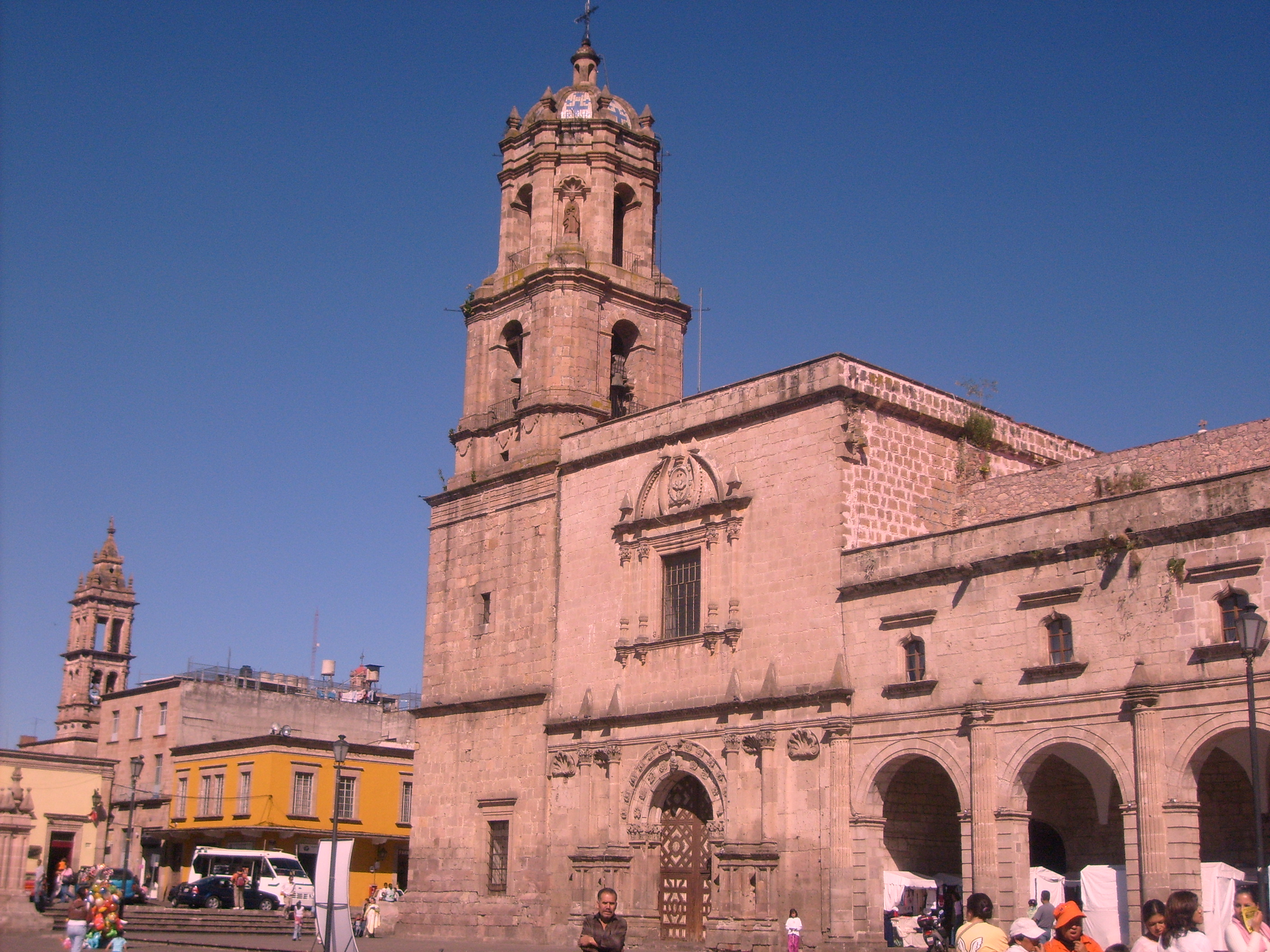
Templo de San Francisco

En enero de 1924 y no siendo simpatizante del presidente Obregón, participó junto con un centenar de vecinos en las trincheras de la defensa de Morelia contra la rebelión Delahuertista encabezada por el general Enrique Estrada.
Durante los años de 1926 a 1929 de la Guerra Cristera participó en la resistencia de la causa en Morelia con el rango de General de División otorgado por Leopoldo Ruiz y Flores, Arzobispo de Morelia, aunque el rango fue honorífico gracias a su contribución económica al movimiento. Brindó sustento y protección a jóvenes estudiantes del Seminario de Morelia, entre ellos Fernando Ruiz Solórzano y Luis María Altamirano y Bulnes -más tarde Arzobispos de Yucatán y Morelia-, así como sacerdotes como el Pbro. Carlos Ramírez (jesuita) y el Pbro. Juanito, párroco de San Lucas (Tierra Caliente de Michoacán). La casa de la familia Castro también sirvió para impartir sacramentos como bautizos y matrimonios. 
Pastor Castro, fue caballero de la Tercera orden de San Francisco y de los Caballeros de Colón y Caballero de la Orden del Santo Sepulcro de Jerusalén, y murió en la Ciudad de Morelia, en 1971, sus restos se encuentran en el Templo de Fátima lugar con el que contribuyó económicamente para su construcción.
La Plaza Valladolid del Templo de San Francisco en Morelia, tiene la fuente dedicada al Buen Pastor, en referencia a don Pastor Castro, donada a la ciudad por su hijo don Rafael Castro Ruiz.